# اولین انسان‌ها در ماه (فیلم ۱۹۶۴)
اولین انسان‌ها در ماه (انگلیسی: First Men in the Moon) یک فیلم بریتانیایی در سبک علمی–تخیلی به کارگردانی ری هری‌هاوزن است که در سال ۱۹۶۴ منتشر شد. از بازیگران آن می‌توان به لایونل جفریس، مارتا هایر، و میلز مالسون اشاره کرد. فیلم اولین انسانها در ماه بر اساس کتابی به همین نام اثر اچ. جی. ولز ساخته شد.

## موضوع فیلم
در سال ۱۹۶۴ برای اولین بار ایالات متحده تصمیم می‌گیرد سفینه‌ای را به سمت کرهٔ ماه بفرستد، …